# 283 Ема
283 Ема (лат. 283 Emma) је астероид главног астероидног појаса са пречником од приближно 148,06 km.
Афел астероида је на удаљености од 3,499 астрономских јединица (АЈ) од Сунца, а перихел на 2,588 АЈ.
Ексцентрицитет орбите износи 0,149, инклинација (нагиб) орбите у односу на раван еклиптике 7,997 степени, а орбитални период износи 1939,879 дана (5,311 година).
Апсолутна магнитуда астероида је 8,72 а геометријски албедо 0,026.
Астероид је откривен 8. фебруара 1889. године.